# Gotfried Christopher de Roepstorff
Gotfried Christopher de Roepstorff (født 3. maj 1719 i Norge, død 21. september 1791 i Næstved) var en dansk-norsk officer, far til Frederik Christian August de Roepstorff.
Han var søn af Christopher Frederik de Roepstorff (1688-1737) og Sophie Augusta von Vieregg (1696-1753), var page i ti år, blev 1738 kornet ved 3. Jydske Nationale Rytterregiment, 1743 sekondløjtnant, 1744 premierløjtnant ved 2. Jydske Rytterregiment, som regimentet kaldes fra 1748, 1756 sekondritmester, 1763 karakteriseret major, 1764 sekondmajor ved Sjællandske Regiment gevorbne Dragoner, 1766 premiermajor, 1770 eskadronchef, 1772 oberstløjtnant, regimentet kaldt 2. Sjællandske Regiment Rytteri, 1774 virkelig oberstløjtnant, 1777 oberst og fik 1785 afsked med generalmajors karakter.
Han blev gift 4. december 1767 med Johanna Frederica Göring (12. august 1749 – 9. januar 1786).